# Maria Deolinda dos Santos
Maria Deolinda Gomes dos Santos (m. Salvador, 1968), mais conhecida como Papai Oquê (Papai Oké), Mamãe Oquê (Mamãe Oké) ou Iuindejá (Iwindejá), foi uma importante candomblecista soteropolitana, na Bahia, que serviu como a sexta ialorixá da Casa Branca do Engenho Velho (Ilê Axé Iá Nassô Ocá).

## Vida
Maria Deolinda Gomes dos Santos, popularmente chamada Papai Oquê (Papai Oké), Mamãe Oquê (Mamae Oké) ou Iuindejá (Iwindejá), nasceu em data incerta ao longo do século XX. Professava o Candomblé Queto (rito dos orixás) e pertencia ao terreiro Casa Branca do Engenho Velho (Ilê Axé Iá Nassô Ocá), no qual assumiu, em 1963, a posição de ialorixá (mãe-de-santo) em sucessão de Maximiana Maria da Conceição, a Tia Massi. Era a sexta na sucessão da Casa Branca e sua gestão transcorre até 1968, quando faleceu. Sua sucessora foi Marieta Vitória Cardoso, a Oxum Niquê, durante cuja administração a Casa Branca foi tombada como Patrimônio Cultural Brasileiro junto ao Instituto do Patrimônio Histórico e Artístico Nacional (IPHAN). Era mãe de Altamira Cecília dos Santos, a Mãe Tatá Oxum Tomilá, que igualmente seria ialorixá desse terreiro entre 1985 e 2019. O seu orixá de predileção era Oxaguiã.